# Kidul Dalem (Klojen)
Kidul Dalem is een bestuurslaag in het regentschap Malang van de provincie Oost-Java, Indonesië. Kidul Dalem telt 6117 inwoners (volkstelling 2010).